# 埃韦利娜·普塔克
埃韦利娜·普塔克（波蘭語：Ewelina Ptak，1987年3月20日—），旧姓克洛采克（Klocek），波兰女子田径运动员，2012年欧洲田径锦标赛女子4×100米接力银牌得主、2016年世界室内田径锦标赛女子4×400米接力银牌得主。